# Protammodytes
Protammodytes – rodzaj morskiej ryby z rodziny dobijakowatych. 

## Klasyfikacja
Gatunki zaliczane do tego rodzaju:
- Protammodytes brachistos
- Protammodytes sarisa